# Bölkow Bo 105
Die Bölkow Bo 105 ist ein leichter Hubschrauber des deutschen Herstellers Messerschmitt-Bölkow-Blohm (MBB). Er wurde ab 1961 von Ludwig Bölkow und Emil Weiland bei der Bölkow Entwicklungen KG (ab 1965 Bölkow GmbH) entworfen und absolvierte am 16. Februar 1967 seinen Erstflug.
Das Muster wird neben einer Verwendung als ziviler Mehrzweckhubschrauber bis heute hauptsächlich von staatlichen Nutzern wie Polizei, Militär, Zivil- und Katastrophenschutz sowie in der Luftrettung eingesetzt. In der Bo 105 wurde der neu entwickelte gelenklose Rotorkopf eingeführt und erstmals im zivilen Hubschrauberbau mit zwei Wellenturbinen ein zweimotoriger Antrieb verwendet.

## Entwicklung

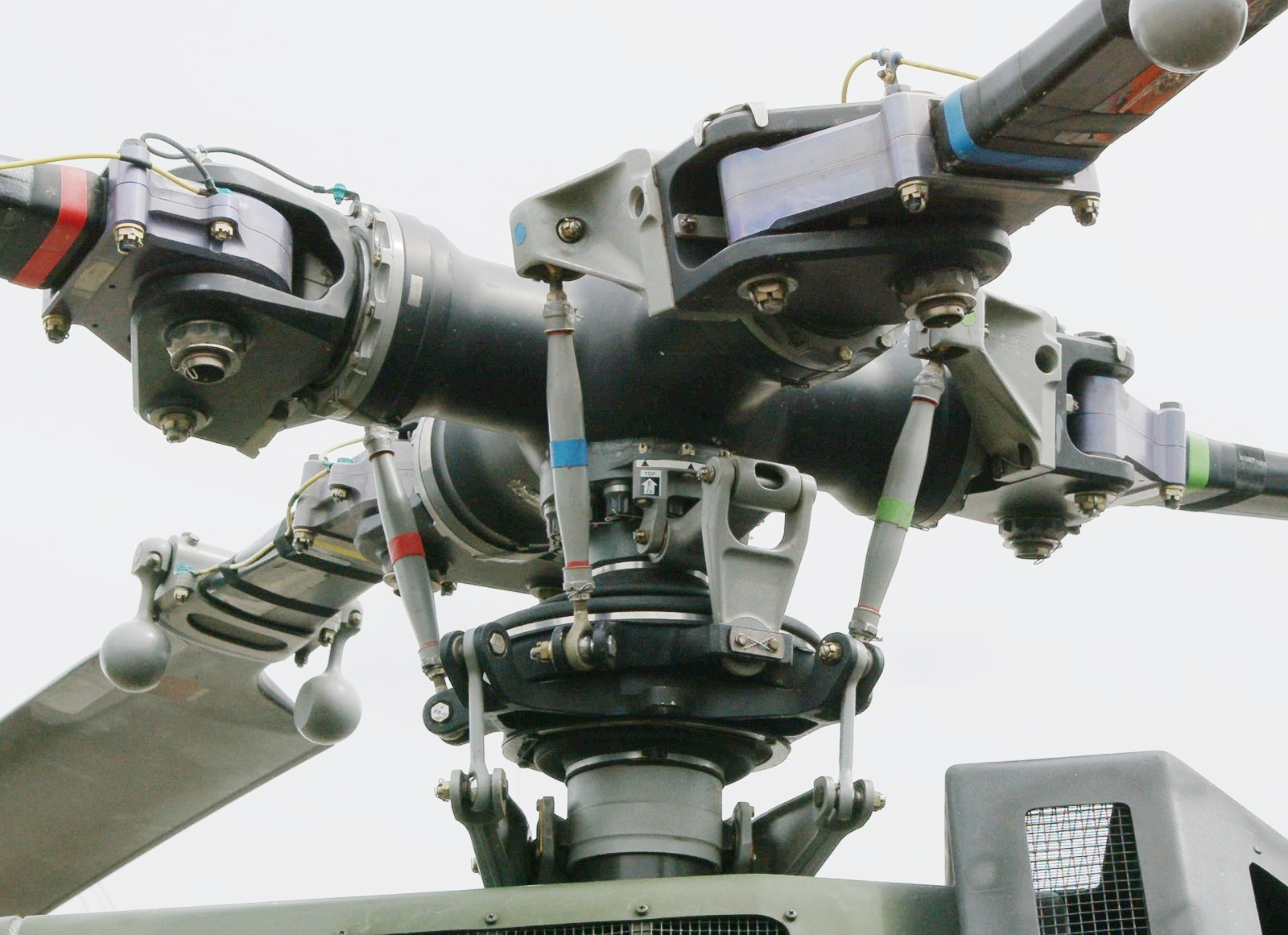
Gelenkloser 4-Blatt-Rotorkopf der Bo 105

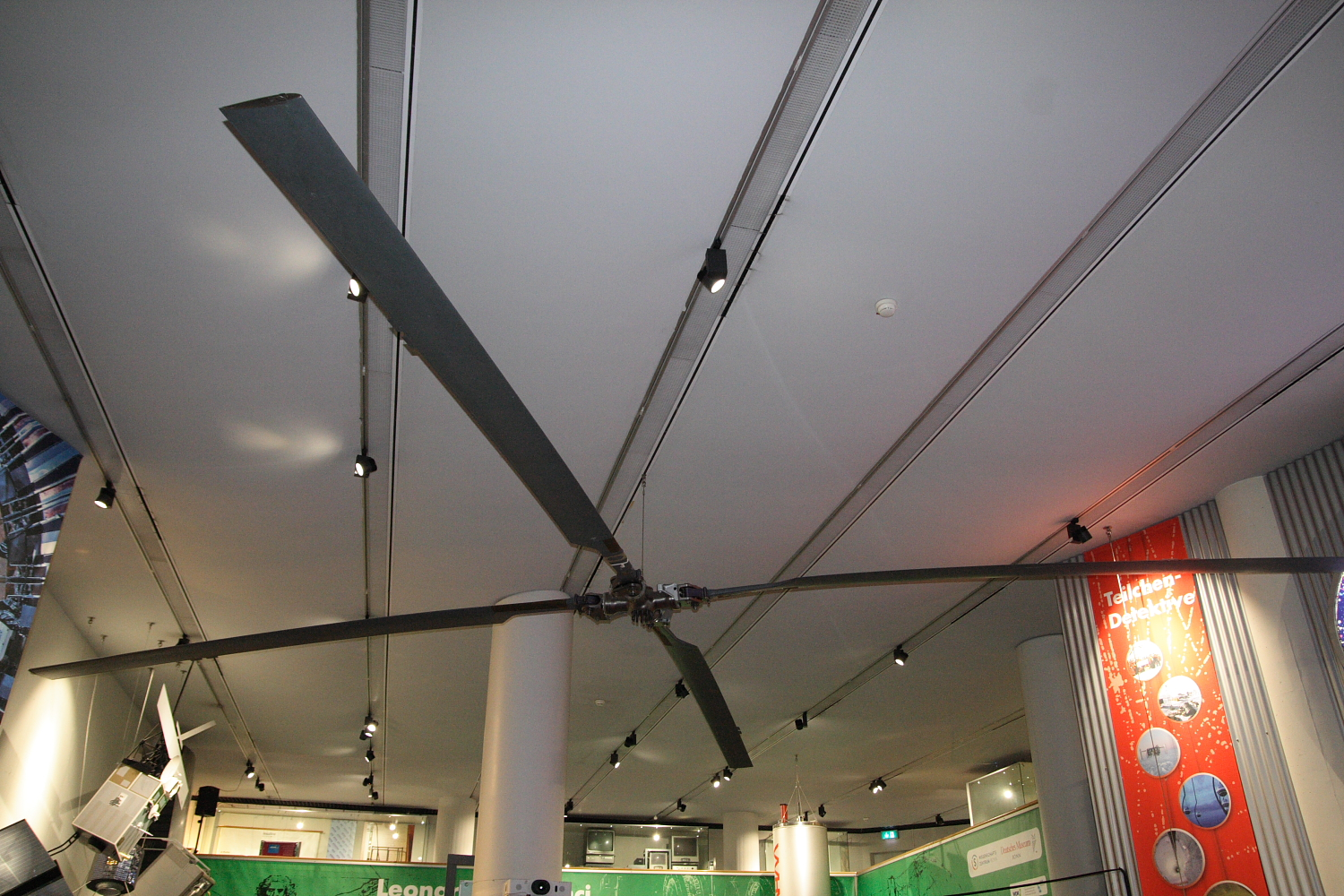
Rotorkopf mit den vier Rotorblättern der Bo 105

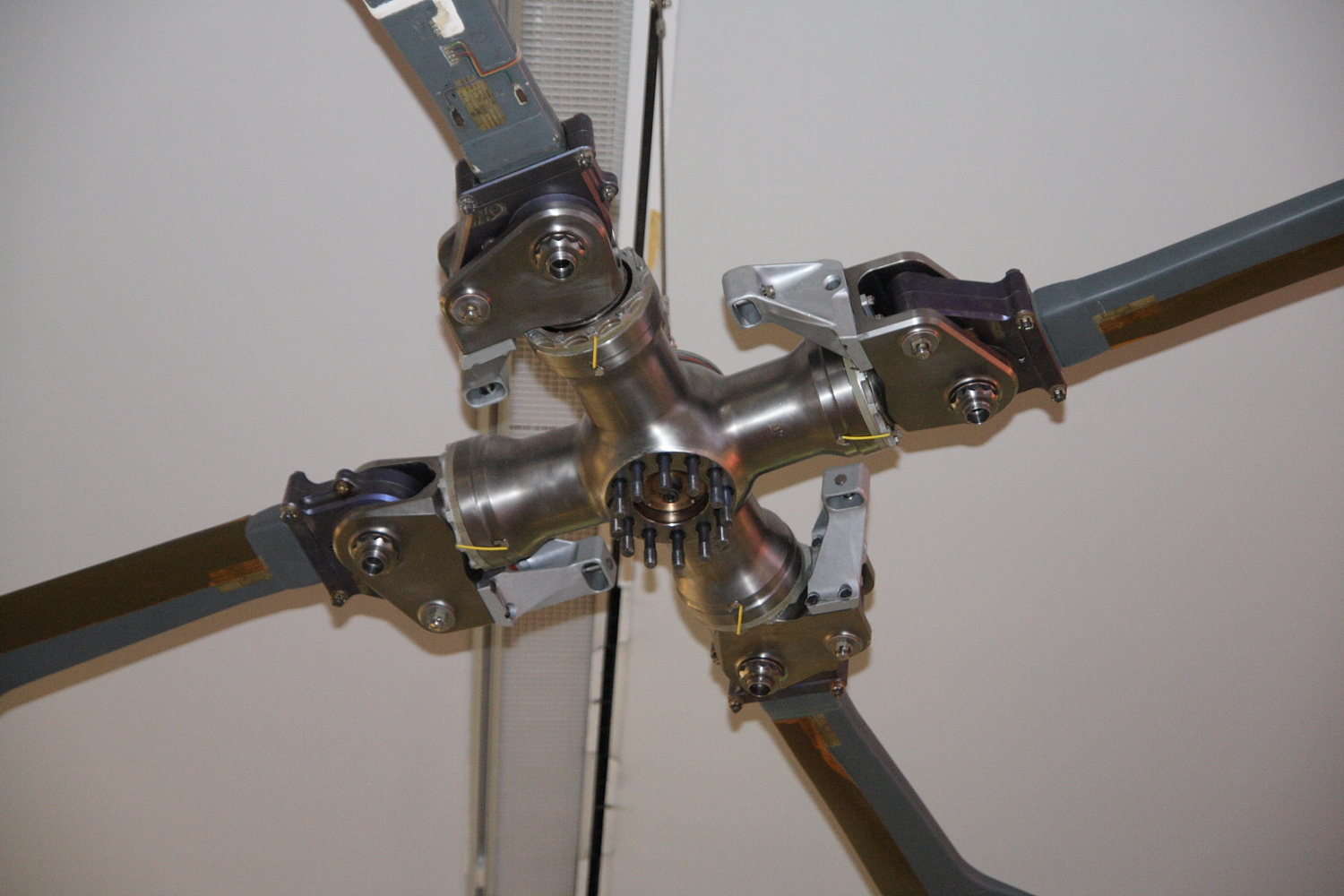
Rotorkopf der Bo 105

Ludwig Bölkow und Emil Weiland begannen in der 1955 gegründeten Bölkow Entwicklungen KG mit der Hubschrauberentwicklung. Da nach dem Zweiten Weltkrieg der Luftfahrzeugbau in Deutschland durch die Alliierten zunächst verboten worden war, musste Bölkow einen großen Entwicklungsrückstand aufholen und sah sich einer starken Konkurrenz gegenüber. Es galt, eine Marktlücke zu finden, in der die Firma Bölkow gegen die etablierten Hubschraubermodelle bestehen konnte. Was es noch nicht gab, war ein leichter Helikopter, der sicher (durch Zweimotorigkeit und generell redundante Auslegung aller wichtigen Systeme sowie einen hoch liegenden Heckrotor), dabei wartungsfreundlich, leicht zu fliegen, für Rettungseinsätze geeignet und günstig im Unterhalt war. Das für die Entwicklung notwendige Kapital kam zu 60 % aus Darlehen der Bundesregierung und sollte bei kommerziellem Erfolg des Hubschraubers zurückgezahlt werden. Bölkow arbeitete mit Risikoteilung in der Entwicklungsgemeinschaft mit den Lieferanten. So entwickelte der Getriebespezialist ZF Friedrichshafen das Wellengetriebe und stellte dieses für die Prototypen kostenlos zur Verfügung. Ebenso machten es andere Lieferanten mit ihren Systemen.

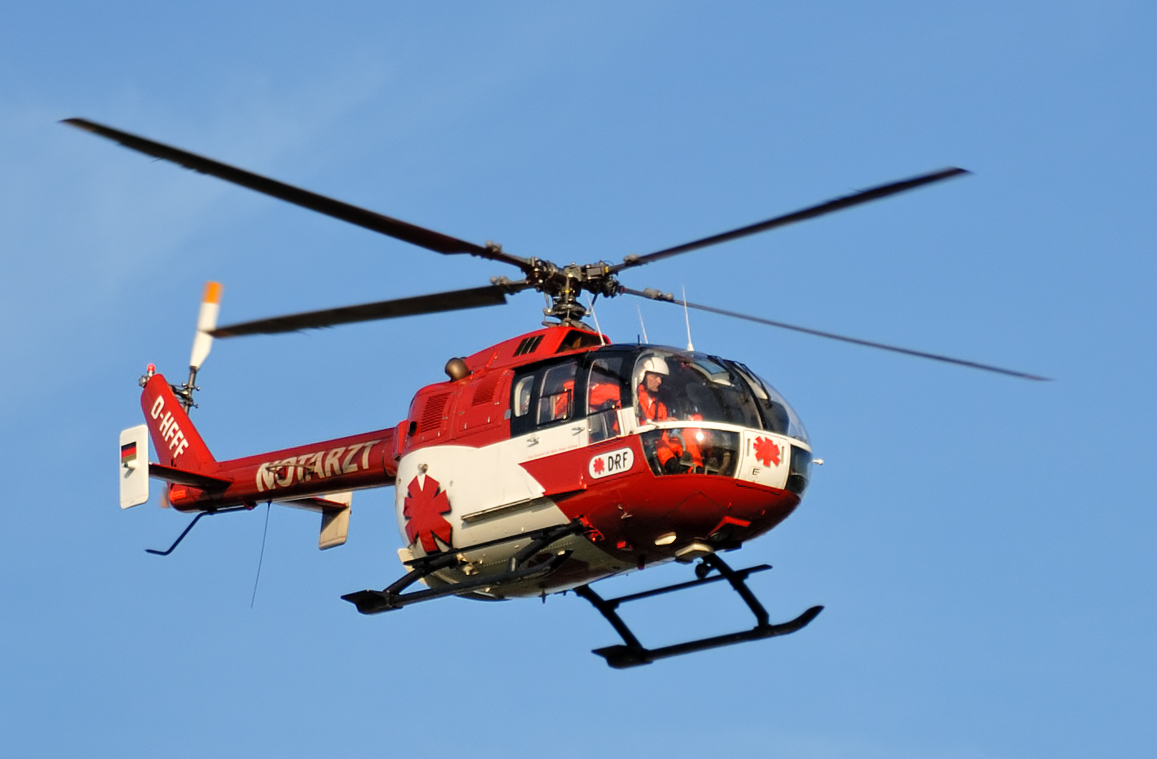
Rettungshubschrauber Bo 105 CBS-5 der DRF Luftrettung

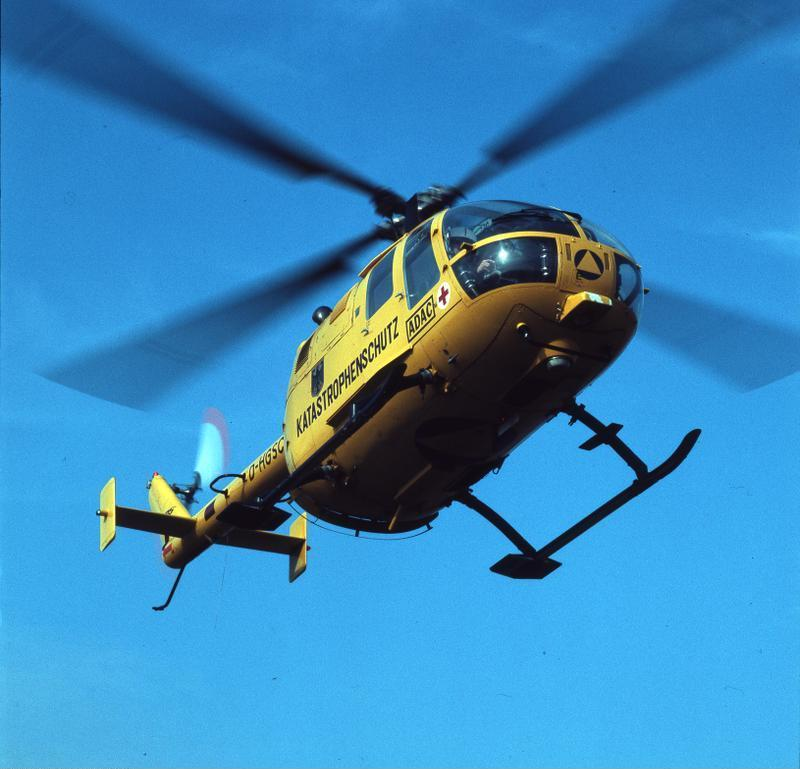
Zivilschutz-Hubschrauber Bo 105 C des BMI/ADAC

Als erster Hubschrauber weltweit besaß die Bo 105 einen Hauptrotor mit starrem Rotorkopf ohne Schlag- und Schwenkgelenke als Verbundkonstruktion, bestehend aus einem massiven Rotorkopf aus einer Titanlegierung mit innenliegenden Elastomerelementen zur Schlagdämpfung und Kegelrollen-Blattwinkellagern zur leichtgängigen Verdrehung der Rotorblätter entsprechend der Stellung der Taumelscheibe.
Beim EC 135 wurde dieser zum lagerlosen Rotorkopf weiterentwickelt, der sich bei den meisten Modellen durchgesetzt hat.
Die zyklische Neigung der Rotorebene wird über den Einstellwinkel der kippbar gelagerten Rotorblätter erreicht, die sich bei größerem Einstellwinkel stärker in Schlagrichtung durchbiegen. Ermöglicht wurde dies, indem glasfaserverstärkter Kunststoff (GFK) für die Rotorblätter verwendet wurde – das Ergebnis, der Bölkow-Rotor, war ein leichter, aber sehr stabiler Rotor mit guten aerodynamischen Eigenschaften. Die Bo 105 gilt als erster Hubschraubertyp, der in der Lage war, einen Looping zu fliegen. Er ist besonders gut steuerbar, weshalb er in Deutschland und Schweden als Militärhubschrauber (insbesondere für die Panzerabwehr) ausgewählt wurde.
Der Prototyp der Bo 105 absolvierte mit dem neuen Rotor erstmals am 16. Februar 1967 mit Chef-Testpilot Wilfried von Engelhardt seinen 18-minütigen Erstflug. Obwohl zunächst mit Turbinen aus deutscher Fertigung experimentiert wurde (zwei MAN-Wellenturbinen mit je 375 PS), kamen in der Serienfertigung Rolls-Royce/Allison 250-C18-Wellenturbinen zum Einsatz, die eine Entwicklung der Detroit Diesel Allison Division (DDA) der General Motors Corporation waren; das Hauptrotorgetriebe, Zwischenkegeltrieb und Heckrotorgetriebe mit der Bezeichnung ZF–FS 72A wurden von der ZF Friedrichshafen AG geliefert.
Noch vor dem Beginn der Serienfertigung fusionierte Bölkow 1969 zum Konzern Messerschmitt-Bölkow-Blohm (MBB). In vielen Entwicklungsschritten wurde die Bo 105 kontinuierlich verbessert. MBB fusionierte 1982 zu MBB-ERNO, diese wurde 1989 Teil der DASA, deren Hubschraubersparte 1992 in die Eurocopter Group aufging (seit 2013 Airbus Helicopters). 1994 kam mit der Bo 105 CBS-5 eine nochmals modernisierte Version auf den Markt. Neben der schon von der „S“-Variante bekannten, um 25,4 cm (10 Zoll) verlängerten, Kabine und den zwei zusätzlichen kleinen Seitenfenstern besitzen die CBS-5-Muster einen nochmals effizienzgesteigerten Hauptrotor, der einem Kampfwert-Steigerungsprogramm der Bundeswehr entstammt, sowie ein modifiziertes Hauptrotorgetriebe ZF–FS 72E.
Die MBB Bo 105 diente in vielen technischen Belangen als Ausgangspunkt für die Entwicklung eines neuen Hubschraubers, der zunächst als Bo 108 bezeichnet wurde. Die Firmen MBB und Aérospatiale verschmolzen jedoch noch vor dessen Fertigstellung zum heute weltgrößten Hubschrauberhersteller Eurocopter, der das Nachfolgemodell als EC 135 vorstellte.

## Zivile Verwendung

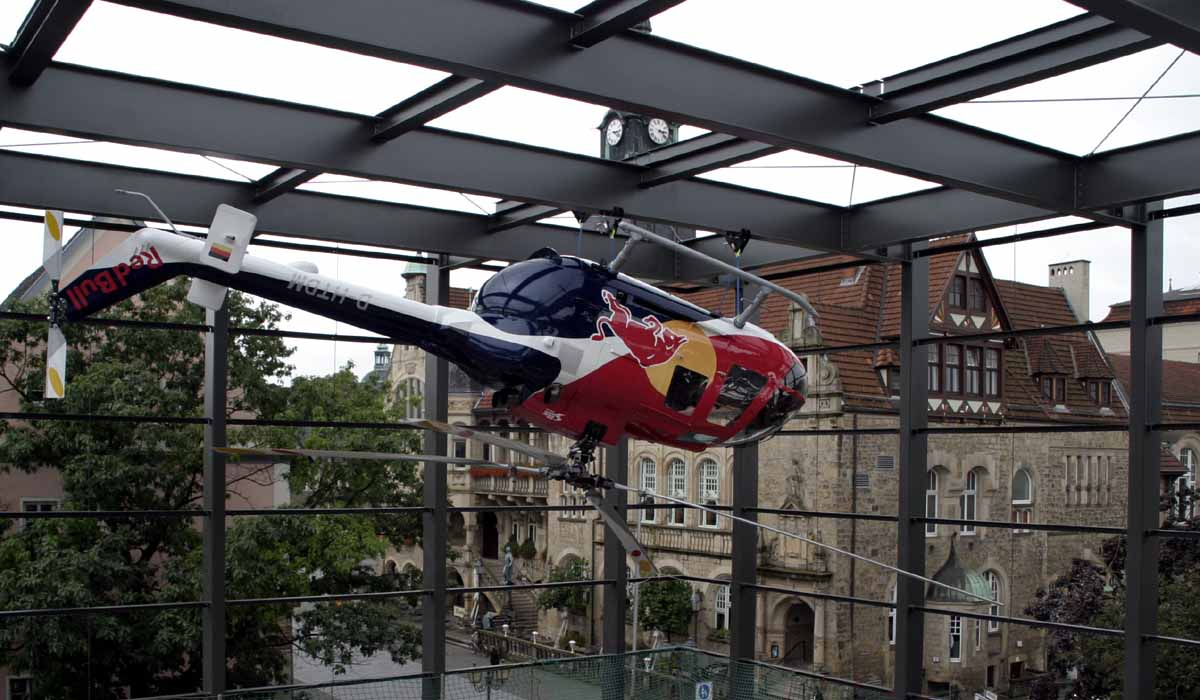
Bo 105 in der Lackierung des Flying Bulls Teams im Hubschraubermuseum Bückeburg

Deutschland
Mit der Bo 105 wurde ab den 1970er-Jahren das deutsche Luftrettungsnetz aufgebaut. Im Vergleich zu anderen Hubschraubern der damaligen Zeit bot die Bo 105 eine recht geräumige Kabine, in der die medizinische Ausrüstung und ein Patient liegend transportiert werden konnten. Nachteilig ist, dass durch die Raumverhältnisse die Beine des Patienten während des Fluges nicht zugänglich sind. Das neue Modell CBS-5 kam für ADAC-Luftrettung, Bundesministerium des Innern (BMI)/Bundesgrenzschutz und die Deutsche Rettungsflugwacht (DRF), die die Mehrheit der Hubschrauber und Piloten der Luftrettung in Deutschland stellen, gerade recht, um hier mit der etwas längeren Kabine Linderung zu leisten und Platz für neue medizinische Geräte zu schaffen.
Da die Bo 105 die neuen Leistungsvorschriften der EU-Richtlinie JAR-OPS 3 nicht mehr erfüllt, durfte sie ab 2010 nicht mehr für den gewerblichen Betrieb eingesetzt werden; darunter fiel auch die Luftrettung. Sie wurde in den nächsten Jahren komplett durch leisere Hubschrauber ersetzt. Die großen Betreiber des deutschen Luftrettungsnetzes hatten die Ausflottung bis Ende 2009 abgeschlossen. Das Bundesinnenministerium (BMI) hatte bereits bis Ende 2008 alle Bo 105 ausgemustert und teilweise verkauft; die DRF-Luftrettung hatte die Ausphasung bis Ende 2009 vollständig abgeschlossen. Die Bo 105 der ADAC-Luftrettung waren bereits Ende 2007 ersetzt. Für die Nachfolge wurden vor allem die EC 135 sowie MBB/Kawasaki BK 117 verwendet.
Auf Grund der guten Steuerbarkeit und der Eigenschaften des gelenklosen Rotorkopfes erhielt die Bo 105 CB 2005 die Zulassung für Kunstflug. Damit ist die Bo 105 der bislang einzige Hubschrauber mit einer solchen Zulassung. Zwei Maschinen in Europa und zwei in den USA werden hierfür von Flying Bulls betrieben. Maßgeblicher Pilot der Bo 105 war dort Rainer Wilke.

## Produktion

### Fertigung

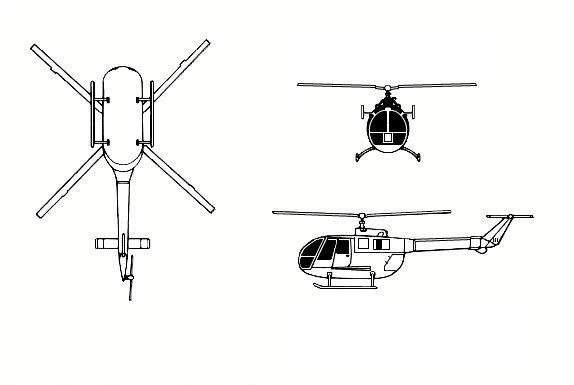
Dreiseitenansicht einer Bo 105 A

Die Produktion bei Messerschmitt-Bölkow-Blohm und Eurocopter Deutschland lief über mehr als dreißig Jahre. Nach insgesamt 1404 gebauten Exemplaren wurde der Serienbau zugunsten des Nachfolgemodells EC 135 beendet. Die letzten Auslieferungen gingen an das BMI – siebzehn Bo 105 CBS-5; einzelne Modelle bekamen die russische und die griechische Polizei im Jahr 1997; die Polizei in Baden-Württemberg erhielt im Jahr 2001 einen Hubschrauber; und die letzten zehn von insgesamt zwölf Maschinen erhielt Südkorea.
Lizenzbauten wurden in Spanien bei CASA und auf den Philippinen bei Philippine Aerospace Development Corporation gefertigt. In Nordamerika besitzt Eurocopter Canada die Rechte an der Bo 105 LS, dem Modell für Einsätze unter alpinen oder heißen Umwelteinflüssen; dort wurde im Mai 2009 die letzte Bo 105 LS-A3 ausgeliefert. Das Zulassungsprogramm für die ersten fünf in Deutschland gebauten LS-A1 sowie alle weiteren in Kanada gefertigten Bo 105 LS wurde in den chilenischen Anden geflogen.
In Indonesien – zuerst bei Pertamina, später bei PT Nurtanio – wurde sie als NBo 105 produziert; nach 122 für die indonesische Armee gefertigten Maschinen wurde die Produktion im März 2009 eingestellt.
Alle bei CASA gefertigten Bo 105 wurden mit einer „S4“-Seriennummer gekennzeichnet und zunächst mit einer deutschen Test-Registrierung zugelassen. Die ursprünglich lizenzierten 60 Stück gingen an die spanischen Heeresflieger (FAMET). Die restlichen aller 115 in Spanien gefertigten Maschinen wurden großteils an die irakische Armee oder in die USA geliefert. Eine einzige Bo 105, mit der Seriennummer S4-680, wurde mit der Registrierung D-HMUC von der bayerischen Polizei bis 2003 geflogen.

### Serienbaureihen
Bo 105 A
Vorserie: sechs Exemplare, von V1 bis V6
erste Serienausführung mit Zulassung im Oktober 1970 und Allison-250-C18-Triebwerken mit je 235 kW
Bo 105 B
nicht realisierte Version mit MAN-6022-A3-Triebwerk
Bo 105 C
Varianten: C23, C-2, CB, CB-2, CB-3, CB-4, CS, CS-2, CBS, CBS-2, CBS-4, CBS-5 (EC Super-Five)
alle mit stärkeren Allison-250-C20-Triebwerken mit je 298 kW (405 PS) und 2100 kg, später 2300 kg Abflugmasse; die CS war eine um 25 cm gestreckte Variante für den Geschäftsreiseeinsatz, die ab 1977 ausgeliefert wurde; CB, CBS mit Allison-C20B-III-Triebwerken mit je 313 kW (425 PS), die CBS war eine ab 1980 lieferbare gestreckte Variante für den US-Markt mit 2400 kg Abflugmasse (CBS-5: 2500 kg und neue Rotorblätter ab 1993); die spanische Variante HR.15 ist eine Bo 105CB mit einer 20-mm-Kanone Rh 202 von Rheinmetall unter dem Rumpf
Bo 105 CDN
Varianten: CDN-B, CDN-B4, CDN-BS, CDN-BS-2, CDN-BS-4, CDN-BS-5
Bo 105 D
Varianten: DB, DB-4, DB-5, DS, DBS, DBS-4, DBS-5
Variante mit britischer CAA-Zulassung
Bo 105 E-4
überholte Variante für Albanien
Bo 105 L
Varianten: LS A-1, LS A-2, LS A-3, LS B-1
mit nochmals verstärktem Antrieb, ab 1984 lieferbar, LS A-3 mit stärkerem Allison-250-C28-Triebwerken mit je 373 kW (507 PS), Zulassung im Juli 1986, Abflugmasse 2600 kg ab Oktober 1995 sogar 2850 kg an Außenlasten; LS B-1-Versuchsmuster mit PW105B
Bo 105 M-P
Varianten: P, P1-A1, P1M, E-4, Panzerabwehrhubschrauber für das deutsche Heer mit Allison-C20B-III-Triebwerken. Bo 105 M = ist VBH (Verbindungs- und Beobachtungshubschrauber ohne Bewaffnung, war eine völlig eigenständige Baureihe)
NBo 105 und NBo 105 S
Lizenzbau in Indonesien

### Sonstige Varianten

#### Bo 106
Eine verbreiterte Version, die sieben statt fünf Sitzplätze besaß, wurde als Bo 106 bezeichnet. Diese Weiterentwicklung hatte am 25. September 1973 ihren Erstflug. Sie trug das Kennzeichen D-HDCI und war mit leistungsstärkeren Allison-250-C-20B-Triebwerken ausgerüstet. Über den weiteren Verlauf des Vorhabens ist bekannt, dass diese Maschine mit der Seriennummer S-84 das einzige umgebaute Exemplar blieb. Im Jahr 1981 wurde die Zelle der Bo 106 von der DRF gekauft und wieder in eine Bo 105 CB-2 rückgebaut. Bis November 1993 flog dieser Hubschrauber dann bei der Deutschen Rettungsflugwacht e. V. mit dem Kennzeichen D-HCCC. Im Jahr 1994 wurden schließlich Teile für die Reparatur der DRF-Maschine Bo 105 CBS-5, Seriennummer S-662 (D-HNNN) verwendet.

#### Bo 105 HGH
Von 1973 bis 1975 wurde bei MBB das HGH-Hochgeschwindigkeitsprogramm mit einer Bo 105 (Registrierung: D-HAPE, V-4) durchgeführt. Am 25. September 1973 konnte mit einer modifizierten Bo 105 HGH (ohne Tragflächen) eine Geschwindigkeit von 200 Knoten (373 km/h) erreicht werden. Am 4. März 1975 wurde mit einer nochmals modifizierten Bo 105 HGH, mit aerodynamischer Rumpfverkleidung, zusätzlichen Tragflächen mit einer Spannweite von 6,20 m, verkleidetem Rotorkopf und einem „Stummel-Landegestell“ im sogenannten Bahnneigungsflug mit 404 km/h das gesteckte Ziel von 400 km/h für Hubschrauber mit einem gelenklosen Rotor erreicht.

#### Bo 105 E-4
Am 25. Januar 2007 startete die erste Bo 105 E-4 mit der Seriennummer 5087 in Donauwörth zu ihrem Erstflug mit ECD-Testpilot Rene Nater am Steuer und Prüfer Bernhard Röper. Die Bo 105 E-4 ist die kommerzialisierte Bo 105 M (VBH), die aufgrund der neuen wehrpolitischen Situation von der Bundeswehr nicht mehr benötigt wird und technisch von der Bo 105 M abweicht. Anfang 2000 schlossen das Bundesamt für Wehrtechnik und Beschaffung (BWB) und Eurocopter einen Rahmenvertrag über die Rückgabe und Wiedervermarktung. Eurocopter stellt damit die Versorgbarkeit dieser Maschinen für paramilitärische und militärische Kunden außerhalb der Bundeswehr sicher. Am 24. April 2007 landeten die ersten beiden von insgesamt zwölf Bo 105 E-4 nach einem Überführungsflug von Eurocopter Deutschland/Donauwörth in Tirana/Albanien; sie werden dort als Rettungs-, VIP- und Verbindungshubschrauber eingesetzt.

### Militärische Versionen

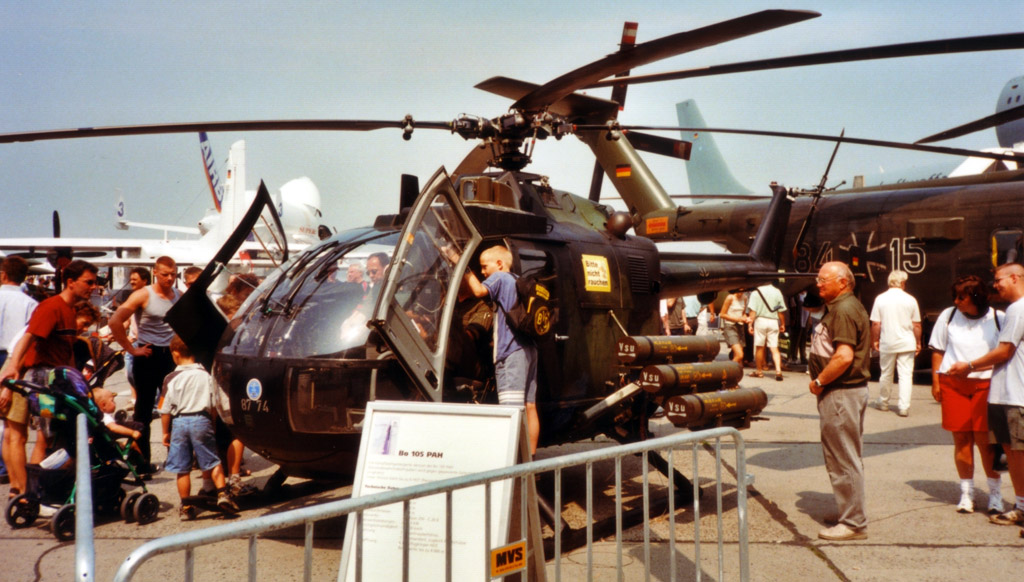
Bo 105 PAH 1A1

#### Bo 105 M
Die Bo 105 M entstand aus der zivilen Bo 105CB, allerdings wurde das Getriebe leistungsgesteigert und der Heckrotor durch einen schubstärkeren ersetzt. Die Bo 105-M ersetzte die Alouette II als Verbindungs- und Beobachtungshubschrauber (VBH) bei der Heeresfliegertruppe. Bei Ausmusterung der Bo 105-M entstand eine Bedarfslücke bei VBH, deshalb wurden ausgewählte PAH rückgerüstet, ihre Waffenanlage entfernt und wieder eine hintere Sitzbank eingerüstet. In einem zweiten Schritt werden diese bei Eurocopter und der Truppe in das neue Baumuster P1M umgerüstet, so dass nach der Ausmusterung der 40 noch verbliebenen Bo 105 M im Jahr 2004 nach jetziger Planung 100 Bo 105 P1M als VBH in Verwendung bleiben sollen. Die Flugwerke der Bo 105 P1A und 1A1 wiesen eine niedrigere Flugstundenbelastung auf, so dass man sich zu dieser kostengünstigen Abrüstung entschloss.
Der Verbindungs- und Beobachtungshubschrauber wurde bei der Bundeswehr bis zur Wiedervereinigung Deutschlands bei den Stabsstaffeln der Heeresfliegerkommandos, bei den Heeresfliegerstaffeln der Divisionen, der Heeresfliegerwaffenschule und einem Heeresfliegerregiment eingesetzt. Nach der Wiedervereinigung Deutschlands wurde die VBHs bedingt durch die Umstrukturierung der Bundeswehr neu aufgeteilt. Nutzerverbände sind danach die mittleren Transporthubschrauberregimenter, die Heeresfliegerverbindungs- u. Aufklärungsstaffel 400 sowie die Heeresfliegerwaffenschule, dort als Ausbildung- und Schulungshubschrauber für angehende Piloten. Als Kennzeichen trugen die Maschinen die taktischen Nummern 80+01 bis 81+00.

#### Bo 105 P

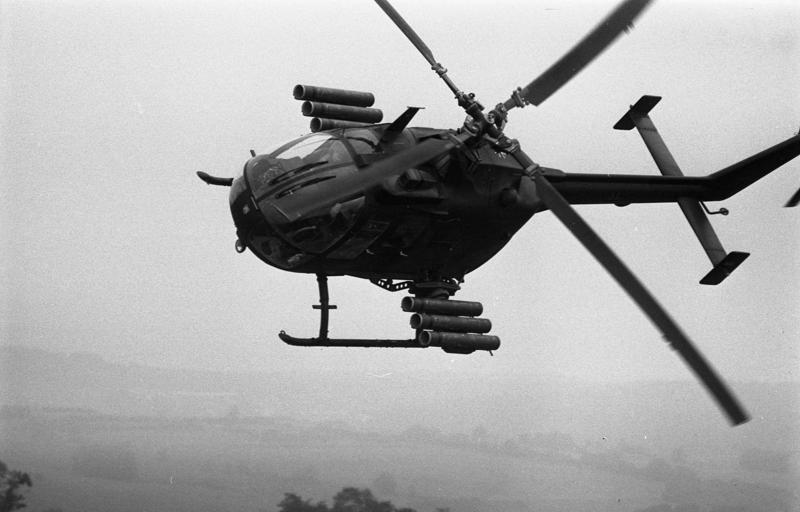
Panzerabwehrhubschrauber Bo 105 PAH 1

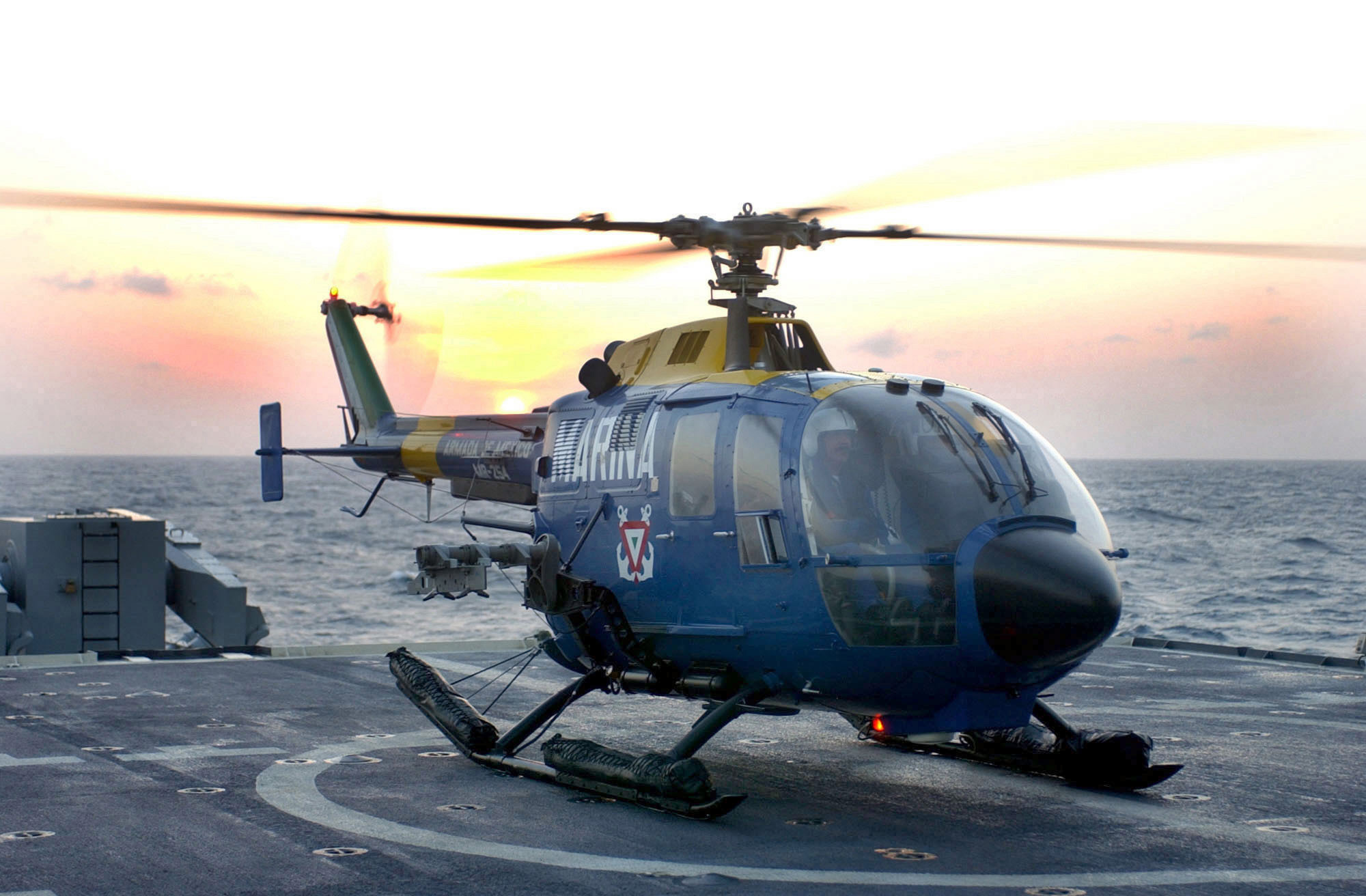
Bei der mexikanischen Marine mit Wetterradar und Notfallauftriebshilfe

Der Panzerabwehrhubschrauber 1 (PAH 1) hat eine verstärkte Zelle, entspricht aber in Bezug auf seine Avionik und das dynamische System der Bo 105-M. Hinzu kam noch ein Singer-AN/ASN-129-Dopplerradar. Seine Hauptbewaffnung besteht aus dem drahtgelenkten deutsch-französischen Panzerabwehr-Lenkflugkörper (LFK) HOT, von dem auf jeder Seite drei Stück in horizontal angeordneten Startrohren mitgeführt werden können. Die gesamte Elektronikausrüstung zur Flugkörpersteuerung und Ortung ist auf einem Geräteträger im hinteren Hauptkabinenbereich montiert. Als Visiereinrichtung findet das kreiselstabilisierte APX M397 von SFIM Verwendung, das direkt auf dem Kabinendach über dem Kommandanten des Hubschraubers montiert ist. Der Kommandant blickt durch ein Relais-Linsensystem über mehrere Umleitungen durch diese Optik (3,2-fache und 10,8-fache Vergrößerung) und zielt mit dem Fadenkreuz auf das zu bekämpfende Objekt. Da die Optik mit einem Infrarotortungsgerät gekoppelt ist, kann die Lenkanlage die Ist-Abweichungen des LFK HOT von der Soll-Visierlinie nach dem Start auswerten und kontinuierlich korrigieren.

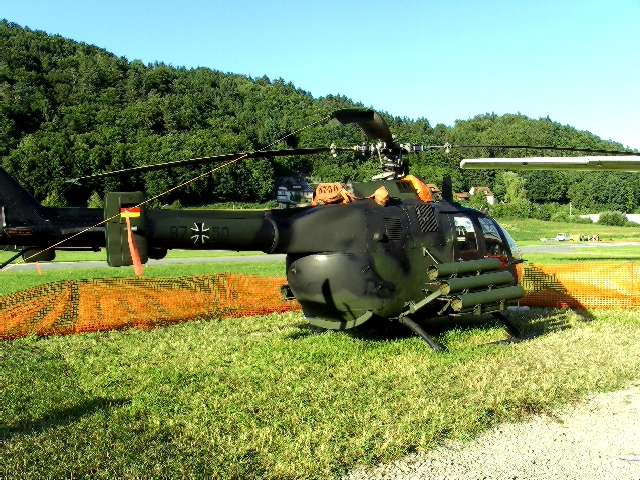
Bo 105-P (PAH 1 A1)

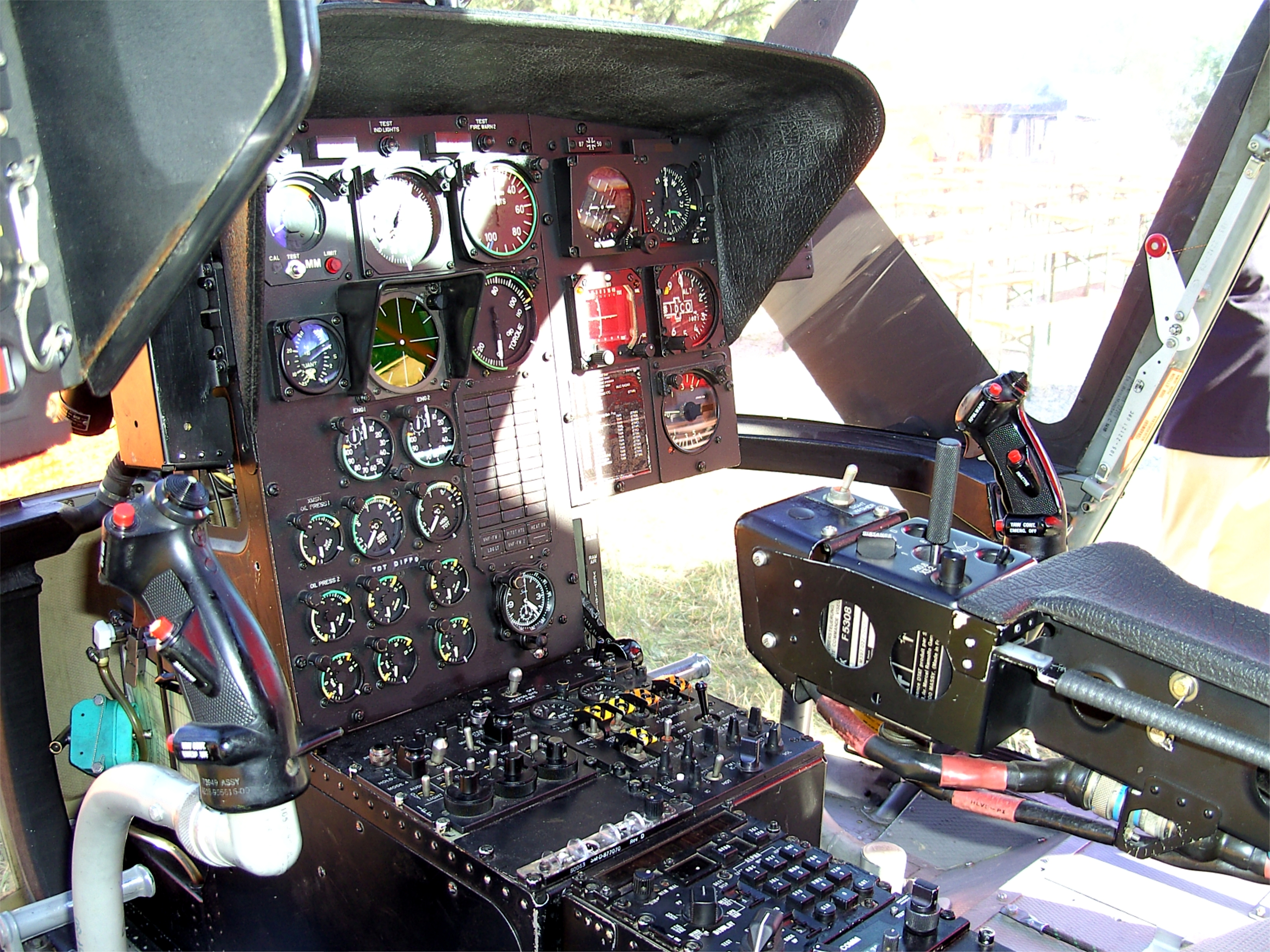
Cockpit einer Bo 105-P PAH 1 A1

Bereits 1982 begannen auch die Pläne für eine Kampfwertsteigerung des PAH 1, zu der schließlich 1986 der Auftrag erteilt wurde. Kurzfristig wurden 1983 AN/APR-39-Radarwarnsysteme installiert. Der als PAH 1A1 bezeichnete Typ lief ab 1991 in einer Umrüstungsphase zur Truppe. Äußerlich ist der PAH 1A1 durch die stufenartigen HOT-Startrampen zu erkennen. Zu der KWS gehörte die Digitalisierung des Lenkrechners, der Bedieneinheit und der Stellantriebe für die Startrampen. Dadurch stieg der Bedienkomfort für den Kommandanten, und die Fehleranalyse für das Wartungspersonal wurde erleichtert. Vor dem Lufteinlauf wurde ein modifizierter Einlaufschutz (MELS) montiert, die vorderen Triebwerkverkleidungen verändert, die Ölkühlanlage der Triebwerke überarbeitet und Rotorblätter mit rund 10 % mehr Leistung montiert. Diese sind an den abgerundeten Blattspitzen zu erkennen. Durch die verbreiterten Blätter mussten auch die Schwingungsdämpfer am Blattansatz auf 65 mm vergrößert werden.
Der PAH 1A1 wurde bis 2013 durch den Unterstützungshubschrauber Eurocopter Tiger, ehemals als PAH 2 bezeichnet, ersetzt. Im Rahmen der Übung Griffin Strike Ende August 2013 an der Artillerieschule in Idar-Oberstein feuerten Bo 105 der Bundeswehr das letzte Mal mit dem Lenkflugkörper HOT einen scharfen Schuss ab, bevor der Typ endgültig ausgemustert wurde.

##### Einsatztaktik
Der PAH ist aufgrund seiner ausgezeichneten Manövrierfähigkeit für den Schwarmflug in Bodennähe sehr gut geeignet. Das flexible Rotorsystem ermöglicht hochbewegliche Flugmanöver durch nur geringe Steuereingaben. Vor dem Einsatz erfolgt eine standardmäßige Einweisung in die aktuelle Wetterlage und die Geländetopographie des Operationsgebietes. Der Anflug in das Einsatzgebiet folgt meist im Formationsflug durch Waldschneisen, wobei die Hubschrauber versuchen, dabei möglichst lange Zeit unentdeckt zu bleiben. Vor seinem Kampfeinsatz wird der PAH in den vorgeschobenen Verfügungsraum verlegt, wo häufig eine gefechtsmäßige Betankung (Fassungsvermögen des Treibstofftanks: 560 Liter Kerosin) vorgenommen werden kann. Diese Tankfüllung ermöglicht dem Hubschrauber einen maximalen Einsatzradius von circa 230 Kilometern und umgerechnet zwei Flugstunden. Die Betankungspunkte liegen meist in der Nähe der Feuerstellung und sind so gewählt, dass sie dem PAH-Schwarm (vier Maschinen) kurze An- und Abflugwege gewährleisten. Dadurch erhält der Hubschrauber einen höheren Bewegungsradius, um im Operationsgebiet möglichst lange Zeit Feindpanzer aufspüren und bekämpfen zu können. Außerdem soll der PAH während seines Schwebefluges möglichst kurz der Gefährdung durch gegnerische Waffensysteme ausgesetzt sein und dennoch seine eigenen Panzerabwehrraketen möglichst effizient zur Wirkung gegen Panzerspitzen bringen. Die Feuerstellungen liegen häufig über Waldlichtungen, Baumreihen und Geländekuppen. Seine Hauptaufgabe liegt in der Unterstützung eigener Bodentruppen bei einem Durchbruch gepanzerter Feindkräfte. In der Feuerstellung verlässt der PAH seine Deckung und visiert in Baumwipfelhöhe das Hartziel an. Die Waffenanlage der HOT-Raketen wird vom Kommandanten des Hubschraubers bedient. Der Angriff selbst soll aus Höchstdistanz überfallartig („Snake’s Hit“ aus dem Hinterhalt heraus) erfolgen, noch bevor der Feind seinerseits Bekämpfungsmaßnahmen einleiten kann. Zu den Schwachpunkten des PAH gehört vor allem seine hohe Verwundbarkeit auf dem Gefechtsfeld. Gegen Artilleriebeschuss und selbst Infanteriewaffen hat er keinerlei Verteidigungsmöglichkeiten.
Nach dem Treffer taucht der PAH durch die Hinderniskulisse in den Verfügungsraum ab, um dort erneut betankt und aufmunitioniert zu werden. In der Einsatztaktik der Heeresflieger ist es vorgesehen, dass ein Schwarm PAH-Hubschrauber Feindpanzer auf circa fünf Kilometer Gefechtsbreite bekämpft.

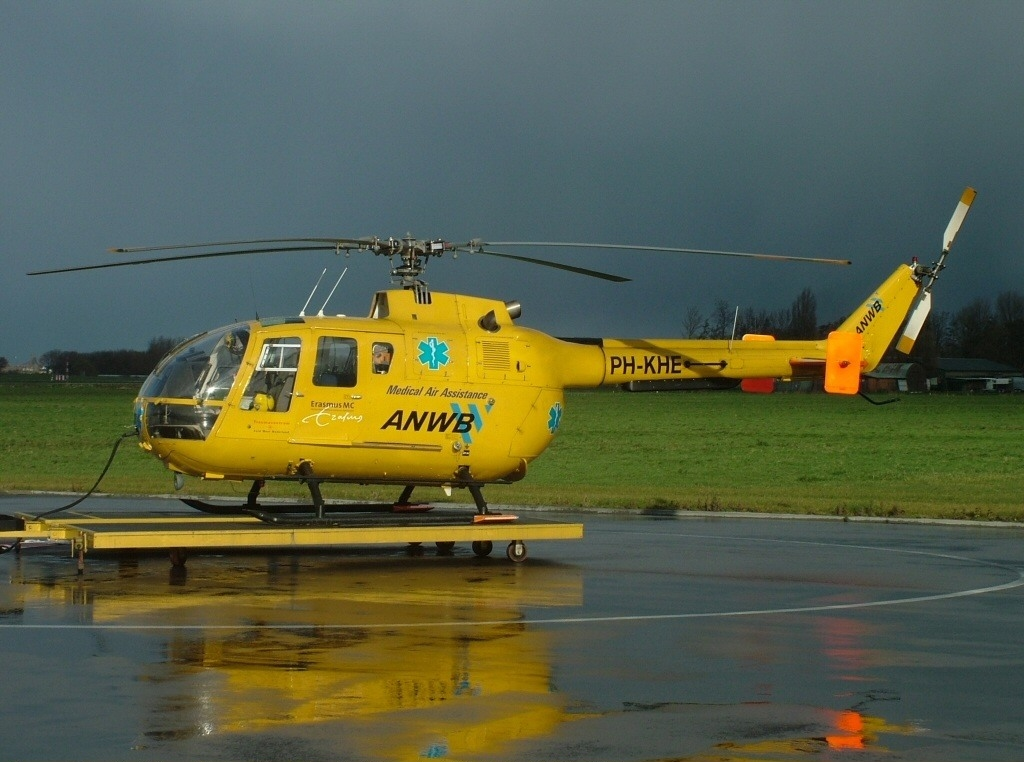
Niederländische Bo 105CBS-4 Rettungshubschrauber PH-KHE der ANWB Medical Air Assistance (Medizinische Luftunterstützung), 2004

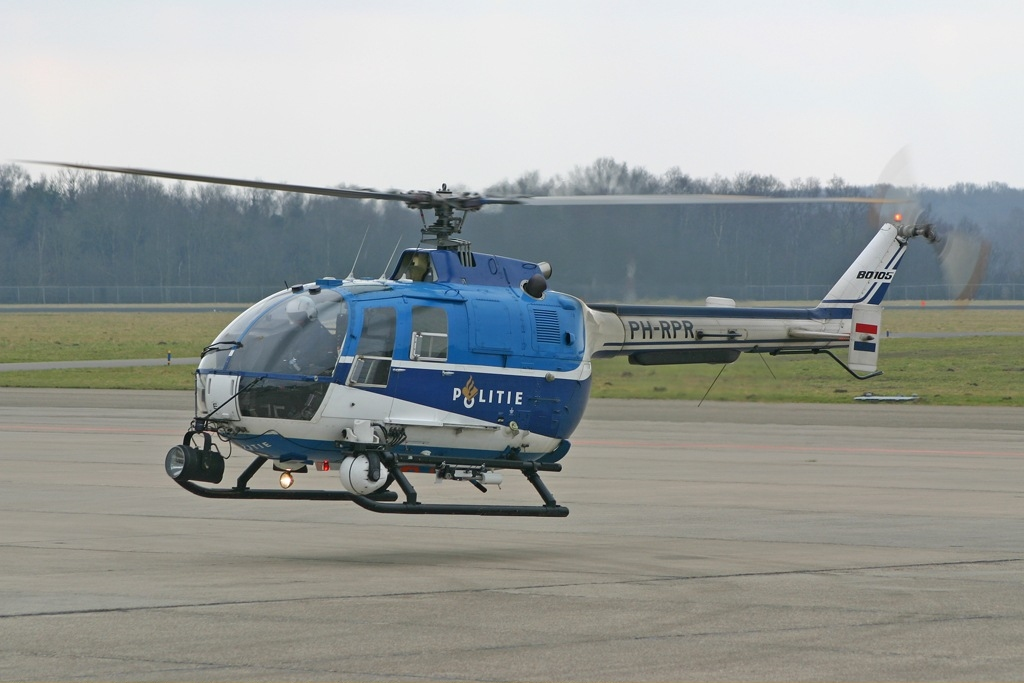
Bo 105C PH-RPR der niederländischen Polizei

### Einsatzländer
Außerdem wird die Bo 105 in verschiedenen Ländern militärisch genutzt. Die genutzten militärischen Varianten wurden oder werden unter anderem in diesen Rollen verwendet: leichte Transporte, Aufklärung, Verbindung u. Führung; Panzerabwehr, SAR und verschiedene Verwendungen als Marinehubschrauber.
- Deutschland 100 × Bo 105 M (VBH) und 212 × Bo 105 P als Panzerabwehr-, Verbindungs-/Beobachtungs- u. Schulungshubschrauber, alle bis 2016 ausgemustert.
- Mexiko Marine, modernisiert zu CBS-5-Standard mit Kanonen/Raketenbewaffnung, FLIR, Nachtsichtgerät und Suchradar (300 km Reichweite)
- Niederlande (Koninklijke Luchtmacht) 30 × Bo 105 M Verbindungs- und Beobachtungshubschrauber (VBH) (bis 2006)[12] Auch die niederländische Polizei (7) und der ANWB-Notarztdienst (4) haben die BO-105 benutzt.
- Schweden (Svenska Flygvapnet) 20 × Helikopter 9 kurz Hkp9A, Panzerabwehr u. VBH sowie Luftrettung
- Albanien (Forca Ajrore Shqiptare) 12 × Bo 105 E-4 Verbindung/VIP (im Zulauf)

Außerdem:
Bahrain, Brunei, Chile, Kolumbien, Indien, Israel, Irak, Jordanien, Kanada, Kenia, Lesotho, Nigeria, Papua-Neuguinea, Peru, Philippinen, Sierra Leone, Südkorea, Spanien, Uruguay 6 × Bo 105E, Vereinigte Arabische Emirate, Trinidad und Tobago, Sudan.

## Technische Daten
| Kenngröße             | Bo 105 CBS-5                                                                                 |
| --------------------- | -------------------------------------------------------------------------------------------- |
| Besatzung             | 1–2                                                                                          |
| Passagiere            | 3–5                                                                                          |
| Länge über alles      | 11,86 m                                                                                      |
| Rumpflänge            | 8,81 m (8,56 m Bo 105 CB)                                                                    |
| Rumpfbreite           | 1,58 m                                                                                       |
| Höhe                  | 3,02 m                                                                                       |
| Hauptrotordurchmesser | 9,84 m                                                                                       |
| Heckrotordurchmesser  | 1,90 m                                                                                       |
| Leermasse             | - 1320 kg - 1275 kg Bo 105 CB,M - 1235 kg Bo 105 C - 1301 kg Bo 105 CBS-4 - 1675 kg Bo 105 P |
| max. Startmasse       | - 2500 kg (2600 kg mit Außenlast) - 2100 kg Bo 105 A - 2700 kg Bo 105 P                      |
| Kraftstoffkapazität   | 456 kg                                                                                       |
| Reisegeschwindigkeit  | - 243 km/h - 204 km/h Langstreckenreisegeschwindigkeit                                       |
| Höchstgeschwindigkeit | 270 km/h                                                                                     |
| max. Steigrate        | 9,5 m/s                                                                                      |
| Dienstgipfelhöhe      | - 3050 m - 4265 m Bo 105 P - 5120 m Bo 105 M - 6100 m Bo 105 LS                              |
| Schwebeflughöhe       | - 3200 m (mit Bodeneffekt) - 2430 m (ohne Bodeneffekt)                                       |
| Reichweite            | 574 km oder 3,5 h Flugzeit (ohne Reserven)                                                   |
| Triebwerke            | zwei Rolls-Royce/Allison 250 C20B III mit je 313 kW (426 PS)                                 |

## Bewaffnung
- Bordkanone in Turm unter Rumpf
  - 1 × 20-mm-Maschinenkanone Rheinmetall Mk 20 Rh 202 mit einer geringen Menge an Munition

- Zuladung bis zu 400 kg an zwei Außenlastgestellen
  - Luft-Luft-Lenkflugkörper
    - 2 × Doppel-Lenkwaffenwerfer ATAS (Air To Air Stinger) für je 2 × Raytheon AIM-92 „Stinger“ RMP Block I – infrarotgesteuert für Kurzstrecken

  - Luft-Boden-Lenkflugkörper (Panzerabwehr-Lenkflugkörper)
    - 6 × Startrohre für je 1 × MBB/Aerospatialé (Euromissile) HOT-1/HOT-2 – optisch drahtferngesteuerter (SACLOS) Panzerabwehr-Lenkflugkörper
    - 2 × ESCO/Saab/Emerson HeliTOW-Starteinheit für je 2 × (Raytheon BGM-71A „TOW“) – optisch drahtferngesteuerter (SACLOS) Panzerabwehr-Lenkflugkörper
    - 2 × Doppelwerfer mit je 1 × Nord Aviation AS.12 – optisch drahtferngesteuerter (SACLOS) Panzerabwehr-Lenkflugkörper

  - Ungelenkte Luft-Boden-Raketen
    - 2 × TBA 68-12C-Raketen-Rohrstartbehälter für je 12 × ungelenkte SNEB-Luft-Boden-Raketen; Kaliber 68 mm
    - 2 × SNIA-Raketen-Rohrstartbehälter für je 28 × ungelenkte SNIA-Luft-Boden-Raketen; Kaliber 50 mm
    - 2 × SNI BPD HL-12-70-Raketen-Startbehälter mit je 12 × ungelenkten Luft-Boden-Raketen; Kaliber 70 mm / 2,75-inch

  - Externe Behälter
    - 2 × FN ETNA TMP-5-MG-Behälter mit je 2 × 7,62-mm-Maschinengewehren FN MAG 58P mit je 500 Schuss Munition
    - 2 × abwerfbare Zusatztanks mit 200 Litern Kerosin

## Trivia

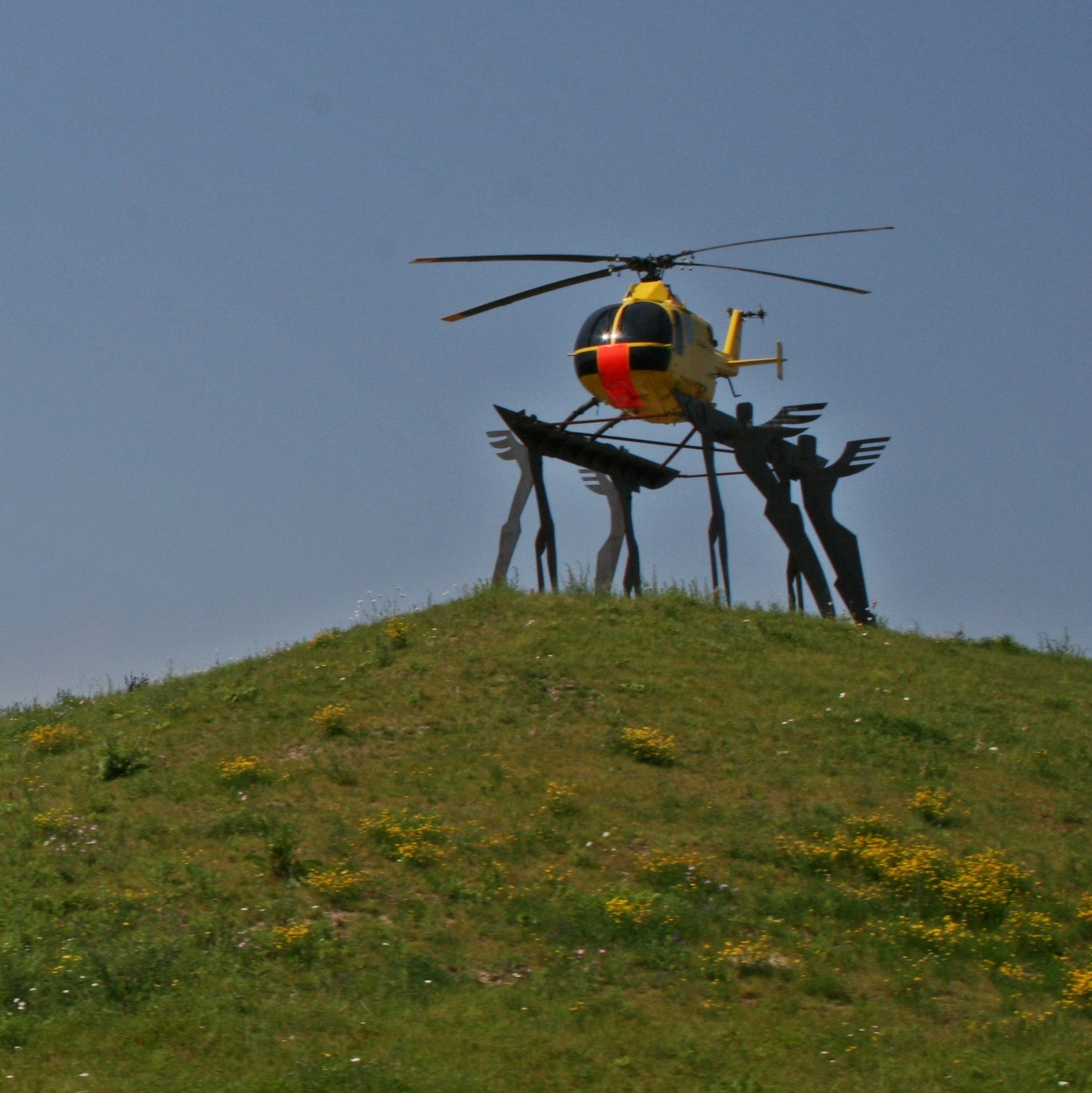
Installation am Kamener Kreuz

Eine Bo 105 M ist seit 2011 als Teil der Installation des Künstlers Alfred Gockel als Denkmal im Kamener Kreuz aufgestellt. Das Interieur wurde entfernt und der Hubschrauber zeigt die typische gelbe Lackierung eines ADAC-Rettungshubschraubers.